# Äthiopische Grünmeerkatze
Die Äthiopische Grünmeerkatze (Chlorocebus aethiops) ist eine Primatenart aus der Familie der Meerkatzenverwandten (Cercopithecidae). Sie ist eine der sechs Arten, in die die Grünen Meerkatzen in jüngeren Systematiken unterschieden werden.

## Merkmale
Diese Meerkatzen erreichen eine Kopfrumpflänge von 40 bis 60 Zentimetern und eine Schwanzlänge von bis zu 70 Zentimeter und ein Gewicht von 4 bis 6 Kilogramm, wobei die Männchen deutlich schwerer werden als die Weibchen. Die Färbung ihres Felles variiert von gelblich bis grünbraun an der Oberseite, die Unterseite ist weiß, die Hände und Füße sind schwarz gefärbt. Das Gesicht ist ebenfalls schwarz, auf der Stirn und an den Wangen befinden sich weiße Fellstreifen.

## Verbreitung und Lebensraum
Äthiopische Grünmeerkatzen leben im nordöstlichen Afrika, ihr Verbreitungsgebiet umfasst den Sudan und Südsudan östlich des Weißen Nils sowie Äthiopien und Eritrea. Sie sind nicht besonders wählerisch in Bezug auf ihren Lebensraum und kommen in lichten Wäldern und Savannen vor. Allerdings sind sie auf Schlafbäume angewiesen.

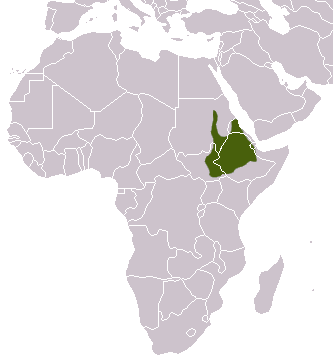
Verbreitungskarte der Äthiopischen Grünmeerkatze

## Lebensweise
Diese Tiere sind wie alle Altweltaffen tagaktiv und halten sich sowohl auf den Bäumen als auch am Boden auf. Sie leben in großen Gruppen, die aus einigen Männchen, vielen Weibchen und deren Nachwuchs bestehen. In den Gruppen etablieren Männchen und Weibchen eine ausgeprägte Hierarchie, die unter anderem im Zugang zu Nahrungsressourcen und der gegenseitigen Fellpflege zum Ausdruck kommt.
Sie sind Allesfresser, die zwar bevorzugt Früchte und Blüten zu sich nehmen, im Bedarfsfall aber auch andere Pflanzenteile und auch Kleintiere fressen.

## Bedrohung
Die Bejagung und die Lebensraumzerstörung dürften die Hauptbedrohung dieser Art darstellen. Genaue Angaben sind aber nicht möglich, die IUCN listet die einzelnen Arten der Grünmeerkatzen nicht gesondert.
Die Tiere wurden zur Gewinnung von Impfstoffen gegen Masern und Polio eingesetzt und gelten als möglicher Überträger des Marburg-Virus auf den Menschen und dadurch als Ursache für den ersten Ausbruch des Marburgfiebers in den Behringwerken bei Marburg 1967. Daraufhin wurden insgesamt 600 Tiere in Marburg, Frankfurt und Belgrad durch Blausäure getötet.

## Systematik
Früher wurden alle Grünen Meerkatzen des afrikanischen Kontinents zu einer einzigen Art zusammengefasst, die den wissenschaftlichen Namen Chlorocebus aethiops (früher Cercopithecus aethiops) trug. Heute werden anhand morphologischer Kriterien sechs Arten unterschieden, wobei die Äthiopische Grünmeerkatze als Typusart weiterhin diesen wissenschaftlichen Namen beibehält. Die Verwendung dieses Namens ist daher nicht eindeutig und vom systematischen Standpunkt abhängig.